# Torquemada (Spagna)
Torquemada è un comune spagnolo di 1 129 abitanti situato nella comunità autonoma di Castiglia e León.